# Educación en la República Checa
La educación en la República Checa es gratuita y obligatoria entre los 6 y 15 años. En 1996, la tasa bruta de la matrícula en primaria era 104% y en 1995, la tasa neta fue de 86,9%. Desde 2001, las tasas de asistencia de la escuela primaria en la República Checa no están disponibles. Las tasas de matrículación indican el nivel de compromiso con la educación, pero no siempre reflejan la participación de los niños en las escuelas.[1]. Muchos niños étnicos rumanos no asisten regularmente a las escuelas y van a "escuelas especiales" para discapacitados mentales o individuos mal adaptados socialmente. El sistema de educación checo es gratis y no crea barreras financieras significantes para que los niños puedan asistir a las escuelas; sin embargo, las escuelas privadas, especialmente en Praga, en su mayoría son financialmente innaccesibles para gran parte de la población y representan un elemento de exclusión, al educar a los niños separados del resto de sus iguales.
El sistema educativo checo tiene 4 niveles:
- Preescolar - (De 2 a 5 años)
- Primaria (básica) - (de 6 a 15 años, obligatoria)
- Secundaria profesional (bachillerato o preparatoria), escuelas de gramática (liceo), cursos y escuelas vocacionales
- Universidades

La Educación en la República Checa es gratis, pero hay excepciones, como el preescolar, que es pagado por los padres, aunque el último año antes de entrar a la escuela primaria es gratis. Existe una gran discusión sobre si se deben pagar los costos de la universidad. Sin embargo, la educación es libre, los padres pagan únicamente por los textos escolares, equipamiento básico y comida, si sus hijos comen en la cafetería del colegio. El estado paga el seguro de los estudiantes hasta los 26 años de edad.

## Escuelas primarias
La escuela primaria (básica)(en checo: základní škola) consta de nueve grados qué están divididos en dos subcategorías.

### 1.ª etapa escolar
La primera etapa contiene los primeros 5 años de educación.
Un solo profesor enseña todas las materias (a veces hay un profesor extra para lengua extranjera o para Educación Física). Las materias en esta etapa son Checo, primera Lengua Extranjera (generalmente inglés), Matemáticas, Informática, Historia y Geografía básica, Ciencia básica, Arte, Música, Educación Física y Manualidades (artesanía).
A la primera etapa escolar se le puede acceder normalmente en cualquier ciudad o pueblo. En pueblos pequeños con un bajo número de alumnos, varios grados (2 o 3) se pueden dar en una misma clase.

### 2.ª etapa escolar
La segunda etapa contiene los años del 6 al 9. Las materias en esta etapa son Checo, Literatura, primera Lengua Extranjera, 2.ª Lengua Extranjera (obligatoria en los años 8 y 9), Matemáticas, Informática, Historia, Geografía, Ciencias Ciudadana, Física, Biología, Química (obligatoria en los años 8 y 9), Música, Arte, Educación Física y Manualidades (solo en las escuelas básicas)
Los alumnos pueden elegir entre estudiar su secundaria en las escuelas básicas, en las escuelas de gramática de 8 años (osmileté gymnázium, orientadas a estudios generales, orientadas hacia educación física) o escuelas de gramática de 6 años (šestileté gymnázium, orientadas a estudios generales, educación física, educación en lenguas extrajeras). Hoy en día, la mayoría de los estudiantes continúan en la escuela básica. En las escuelas de gramática, las escuelas de 8 años son más populares que las de 6 años (que casi no existen). En las escuelas de gramática bilingüe de 6 años, en los primeros dos años (los años 8 y 9), los alumnos hacen cursos intensivos de la lengua extranjera (alrededor de 10 clases por semana), en los años del 10 al 13, la mayoría de las materias son en la lengua extranjera.
En las escuelas de gramática de 8 y 6 años, las clases se nombran por números en latín - en las escuelas de gramática de 8 años, el año 6 es llamado prima (el primero en latín - el primer año en escuela de gramática), el año 7 sekunda, y así sucesivamente.

### Escuelas Básicas y Prácticas
Las predecesoras de este tipo de escuelas fueron las Escuelas Especiales. Estas escuelas eran para niños con discapacidades mentales o de desarrollo, que no podían continuar su educación en las Escuelas Básicas. Las materias eran limitadas, en consecuencia, los que terminaban las escuelas especiales no podían continuar en todos los tipos de escuelas secundarias.
Para ser aceptado en esta escuela se necesita una referencia de un psicólogo/psicopedagogo y que los padres estén de acuerdo. Sin embargo, muchos niños de etnicidad rumana estudiaron en estas escuelas, aun teniendo un coeficiente intelectual promedio. La falta de habilidades en sus exámenes fueron causadas por su entorno social más que por sus habilidades mentales. Esto fue criticado por el Tribunal europeo de Derechos humanos.

## Educación secundaria
Al finalizar la escuela básica, los estudiantes pueden continuar su educación en escuelas secundarias que varían en número de años, tipo de certificación y posibilidad de ingreso a la universidad.
Para entrar en aquellas escuelas donde se presenta el examen de promoción de educación secundaria (maturita), los futuros estudiantes deben aprobar un examen de Matemáticas y Lengua Checa organizado por la agencia gubernamental CERMAT (requerido por primera vez para estudiantes que terminarán la escuela primaria en 2017). Cada escuela puede requerir más exámenes de ingreso.
Las Escuelas Prácticas son la continuación de las Escuelas Básicas y Prácticas (la palabra práctica en el nombre de estas escuelas se refiere a las Escuelas Prácticas, que generalmente se encuentran en la misma escuela de educación básica especial). Ofrecen cursos de 1 o 2 años. La educación es mayormente práctica y su objetivo es enseñar a los estudiantes a ser autosuficientes y darles la habilidades necesarias para ciertos trabajos auxiliares más sencillos.
Los 2 años de curso vocacional sirven para obtener educación sin certificado vocacional.
El curso vocacional  dura 2 o 3 años. Al finalizar, el estudiante debe presentar un examen de cualificación y obtiene un certificado vocacional. Estos cursos se dividen en dos subcategorías. Al finalizar los cursos "fáciles", los graduados pueden trabajar en profesiones auxiliares calificadas pero no pueden trabajar por cuenta propia. En los otros cursos, los graduados tienen mayor cualificación y pueden trabajar por cuenta propia.
La secundaria o bachillerato profesional (escuelas técnicas) dura 4 años y los estudiantes tienen que presentar el examen de maturita. Hay una gran variedad de carreras a elegir, la mayoría orientadas hacia la industria (como química técnica o ingeniería eléctrica), pero también las hay orientadas hacia la agricultura, servicios de salud, informática o economía..
Lyceum (liceo) o secundarias profesionales generales preparan al estudiante para sus estudios universitarios. Las materias son más generales que en las secundarias profesionales, y cuentan con materias que no pertenecen al pensum de la profesión (como Historia o Geografía) que son enseñadas más ampliamente que en las secundarias profesionales. Existen Liceo Técnico, Liceo de Economía, Liceo de Pedagogía, Liceo Médico, Liceo Científico (Química y Biología) y Liceo Militar (este último es dirigido en cooperación con el Ministerio para la Defensa)
Las Escuelas de Gramática son la continuación de las escuelas de gramática de 8 y 6 años y en parte de las escuelas de gramática de 4 años para los que terminan la educación básica. Las escuelas de gramática están orientadas generalmente hacia Educación Física, pero las escuelas generales pueden decidir su especialización. Las materias son las mismas que en la Escuela Básica, pero son obligatorias solamente en los años 10 y 11 (Matemática también en el año 12, Checo y dos lenguas extranjeras hasta el año 13). Estas escuelas pueden decidir si las materias son obligatorias en los últimos dos años o si los estudiantes pueden cursar más materias electivas que el mínimo legal requerido. Las escuelas de gramática no entregan certificado, su objetivo es la preparación para estudios universitarios.

### Examen de Maturita (examen de promoción de educación secundaria)
El examen de promoción de educación secundaria es un examen de culminación de la escuela secundaria y es un requerimiento para comenzar los estudios universitarios y otros estudios profesionales de alto nivel. El examen de maturita es igual en todas las escuelas y su aprobación indica la posibilidad de estudiar en cualquier tipo de universidad.
Temas del examen
Lengua checa y literatura mundial contiene 3 subexamenes:
a) un examen de habilidad lectora y gramática
b) escritura
c) examen oral de literatura: el estudiante debe analizar un libro elegido para su examen. El estudiante debe seleccionar 20 libros luego de discutir con su profesor de Literatura. Entre los libros elegidos debe haber un mínimo de trabajos de cierto período histórico, mínimo un libro de prosa, mínimo un libro de poemas y uno de drama.

La segunda materia es elegida entre lenguas extranjeras (Inglés. Alemán, Francés, Español o Ruso; habilidades de escucha y habla, lectura y escritura al nivel B1 del CEFR) o matemáticas (examen escrito).
Estos exámenes son organizados y unificados por el Ministerio de Educación (agencia CERMAT). Además de esto, los estudiantes deben presentar dos o tres exámenes extra de acuerdo a su cualificación. Cada escuela decide y organiza cuáles exámenes son obligatorios, y si son escritos, orales, o combinados.